# Fontana di Nettuno (Monaco di Baviera)

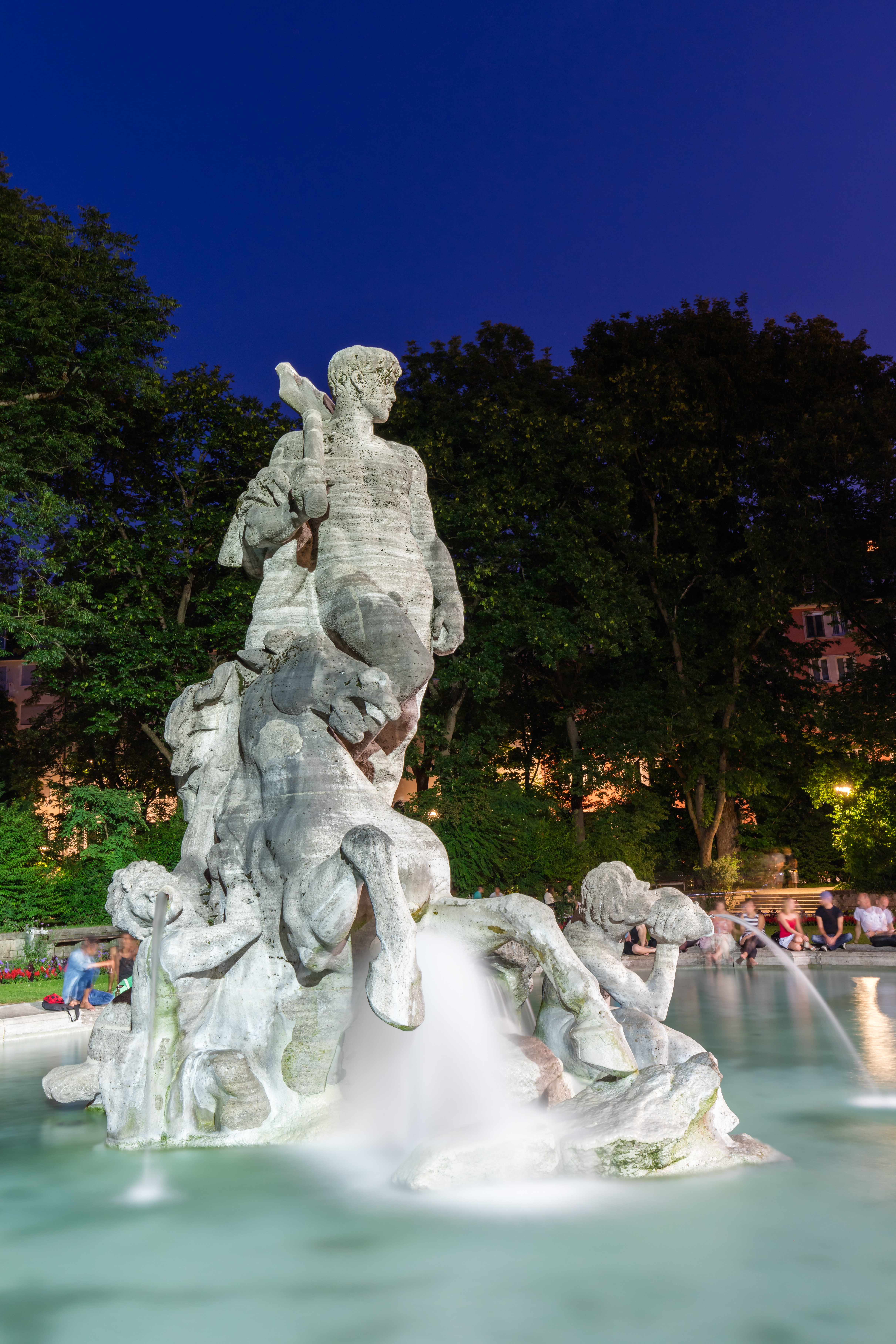
Fontana di Nettuno sita nell'Alter Botanischer Garten a Monaco di Baviera

La fontana di Nettuno (in tedesco Neptunbrunnen) è una fontana monumentale sita nel centro di Monaco di Baviera. È situata nel vecchio giardino botanico (Alter Botanischer Garten) sulla Elisenstraße, dirimpetto all'ex ingresso principale del palazzo della Giustizia (Justizpalast), non lontana dalla Karlsplatz.
Fu eretta nel 1937 da Joseph Wackerle e Oswald Bieber.